# Mostar
Mostar (en alfabet ciríl·lic Мостар, pronunciat /ˈmɔstar/) és una ciutat de Bòsnia i Hercegovina, al centre del Cantó d'Hercegovina-Neretva de la Federació. A la vora del riu Neretva, és la cinquena ciutat més gran del país i la capital no oficial d'Hercegovina.
Mostar va prendre el nom del Pont Vell (o Stari Most) i de les torres dels costats, "els guardians del pont" (originalment mostari), que van ser reconstruïdes després de la seva destrucció durant la guerra de Bòsnia, i han estat declarades Patrimoni de la Humanitat.

## Demografia

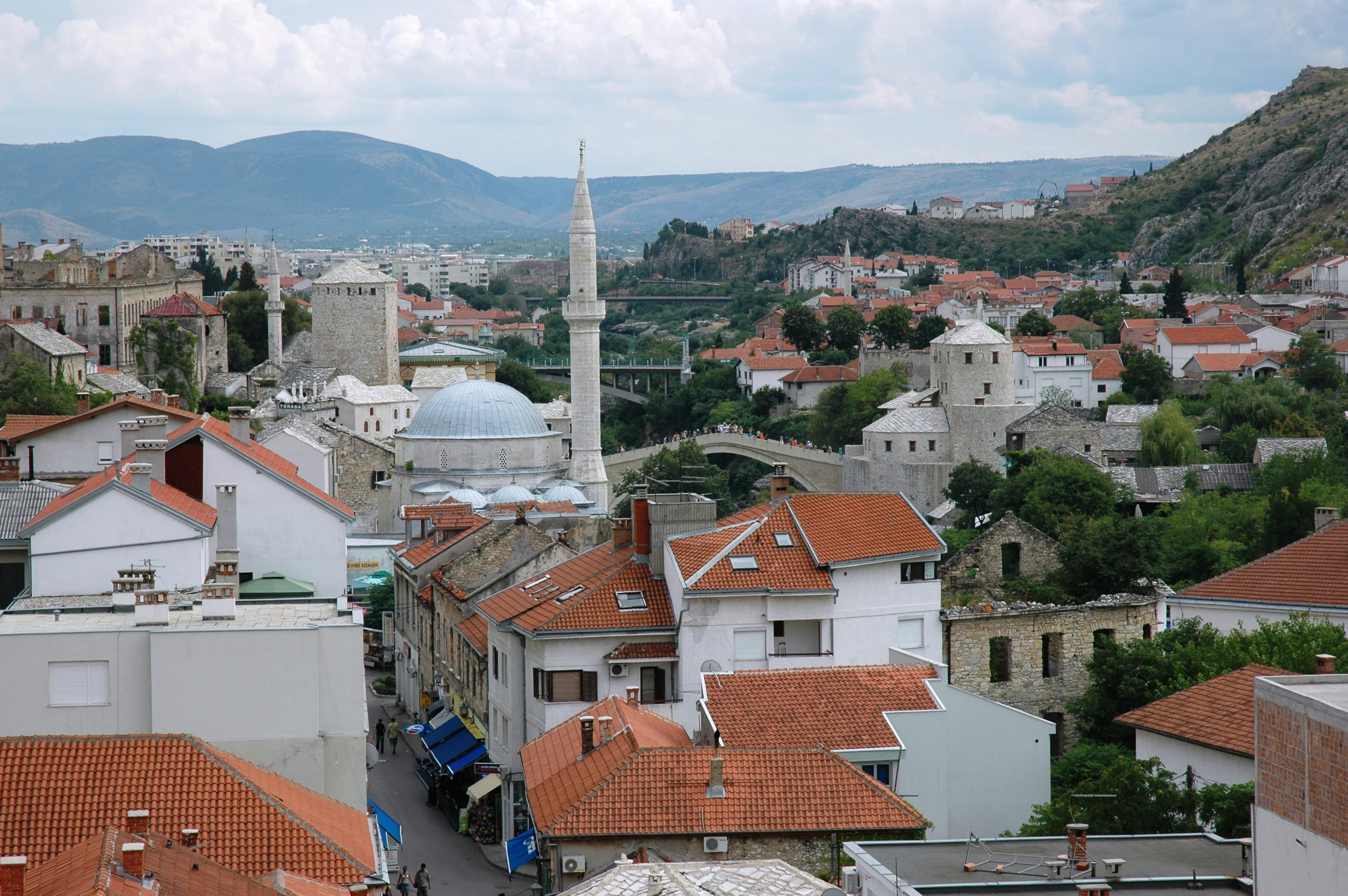
Vista general

El 1991 el municipi de Mostar tenia 126.066 habitants. La distribució ètnica era: bosnians (34,7%), croats (33,8%), serbis (19%), iugoslaus (10%) i altres amb un 2,3%. La ciutat de Mostar tenia 75.865 habitants amb proporcions similars. El 2003 la població era de 105.448 habitants. La distribució ètnica era: bosnians (47,4%), croats (48,3%), serbis (3,4%) i altres amb un 0,8%. A partir del 2006, els croats formen una majoria a la ciutat de Mostar.
La ciutat ha tingut una política prudentment elaborada d'igualtat nacional des del final de la guerra. Tant els croats com els bosnians han reclamat un costat del riu i fins i tot el suport als clubs de futbol locals, Zrinjski i Velež, estan separats per ètnies. El nombre de serbis a la ciutat després de la neteja ètnica de la Guerra de Bòsnia és insignificant.

## Història
Probablement correspon a l'antiga Ad Matricem, on Trajà va fer construir un pont de fusta.

### Primers anys d'història

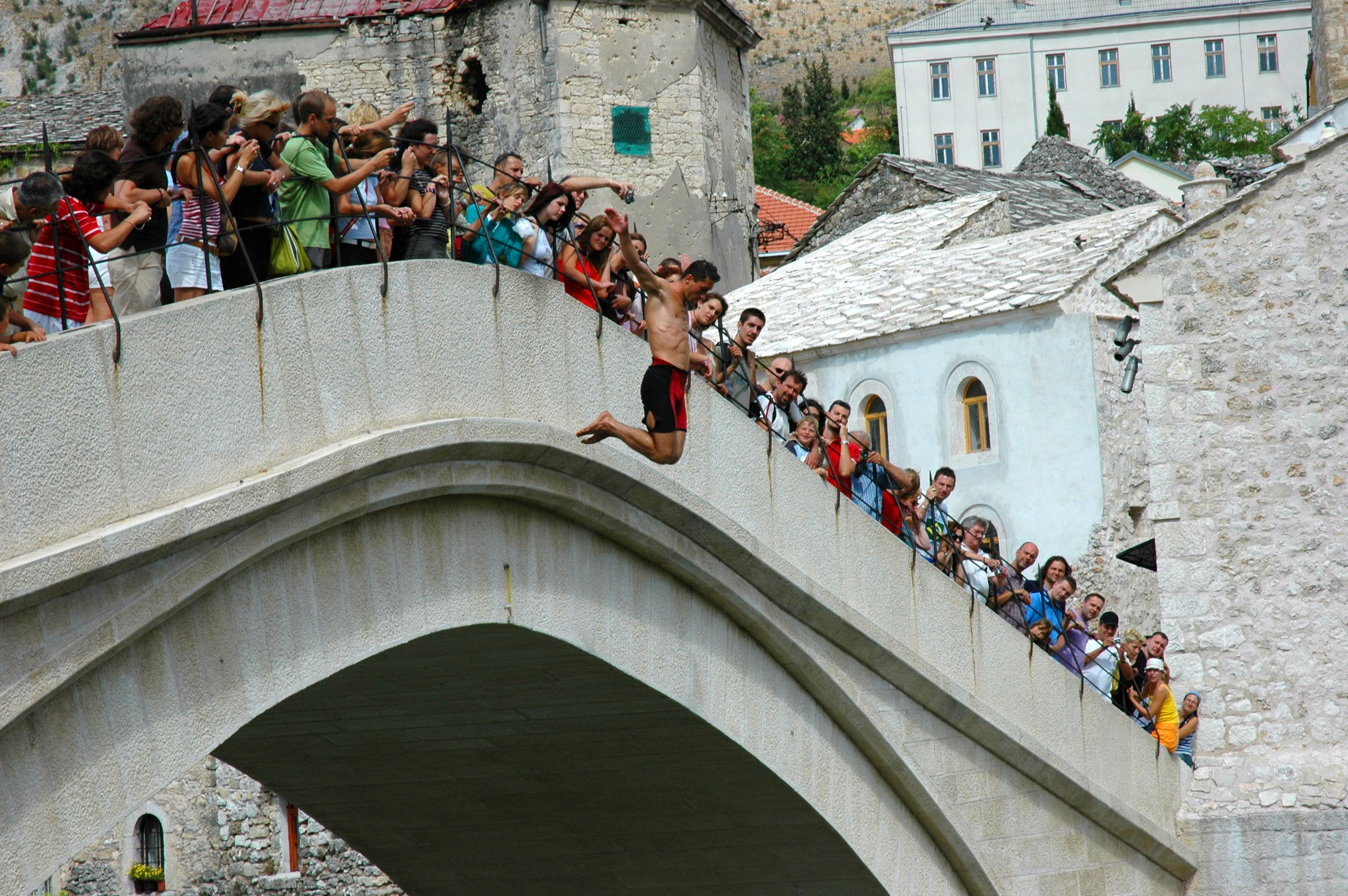
Saltador al pont vell

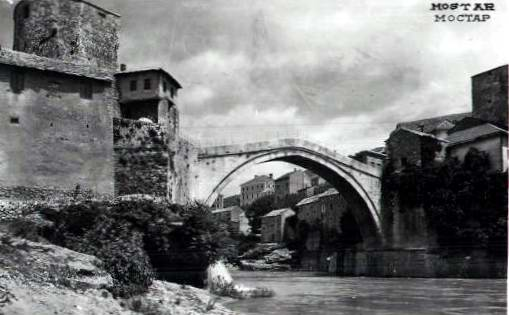
Postal del pont vell el 1930

Fou fundada a finals del segle xv i és esmentada per primer cop en una carta de l'abril de 1452 com a "Castell del Pont del Neretva". Quan el sandjakbegi de Bòsnia, Isa Beg ibn Ishak va ocupar (1467) el ducat de Sant Sava (en turc Herzek Ili) Mostar era un poble petit amb un pont al Neretva o Narenta ben guardat per dues torres fortificades. En una data entre el 26 de gener de 1468 i el 12 de maig de 1469, la població és esmentada com a Mostar o Mosdar amb 16 famílies no musulmanes i un mercat. Fou capçalera d'un wilayat que tenia 30 pobles. Prop hi havia Blagaj que havia estat la capital del ducat i que des de vers 1470 va formar un jutjat (kadilik) amb Drin i Foça, però Mostar només era seu d'un naib depenent del kadi de Foça (des de 1473). Entre 1505/1506 i 1519 va esdevenir kada separat. El 1522 i fins a 1530 va ser seu del sandjakbegi d'Hersek Ili. En aquest temps només era un nucli a la riba esquerra del riu entorn de la moderna Stari Grad. El 1519 tenia unes 75 llars cristianes i 19 musulmanes.
A la segona meitat del segle xvi va accelerar el seu creixement i es va estendre a la riba dreta del riu i es van construir dos ponts més, un d'ells, el Stari Most és de fet el símbol de la ciutat i és una de les construccions més importants d'aquesta època. Va ser construït durant nou anys per un estudiant del famós arquitecte otomà Mimar Sinan, Mimar Hayrettin, i va ser acabat el 1566/1567; l'Stari Most va substituir al vell pont de fusta; l'altre pont fou el de Kriva Cuprija. El 1631/1632 tenia 19 barris musulmans i dos de cristians.
Al segle xviii el districte (exclosa la nahiye de Lubuška) tenia uns 60 pobles i va esdevenir un important kapudanlik. Vers 1829 12 poblacions del sandjak d'Hercegovina tenien al capdavant un kapudan (de l'italià capitano). El 1833 Mostar fou declarada capital del mutasariflik d'Hersek amb Ali Pasha Rizvanbegovič com a governador (wali) que va exercir fins a 1851 i hi va fer grans construccions. El 1867 es va inaugurar l'administració municipal i va esdevenir el centre del wilayat d'Hersek quan es va crear el 1875 però fou suprimit el 1876 i va ser reintegrat a Bòsnia.

### Història moderna
L'Imperi Austrohongarès va ocupar Mostar el 5 d'agost de 1878 sense lluita i Mostar esdevingué capçalera del kreis d'Hercegovina. El ferrocarril hi va arribar el 1884. Després de la I Guerra Mundial va passar al Regne dels Serbis, Croats i Eslovens, després Iugoslàvia. La darrera madrassa es va tancar el 1924 i l'escola musulmana el 1925.
Des de 1881 Mostar fou la seu del Bisbat de Mostar-Duvno. El 1939, Mostar esdevenia part de la Banovina de Croàcia, i durant la Segona Guerra Mundial era una ciutat important en l'Estat Independent de Croàcia. Al final de la guerra, restaurada Iugoslàvia sota el govern comunista, va quedar dins la república assignada als musulmans. Després de la Segona Guerra Mundial, Mostar desenvolupava la fabricació de productes de tabac, bauxita, vi i alumini. Unes quantes preses (Grabovica, Salakovac, Mostar) es construïen a la regió per aprofitar l'energia hidroelèctrica del Neretva. La ciutat era un important centre industrial i turístic i prosperava durant el temps de la República Federal Socialista de Iugoslàvia.
A la dissolució del país, Bòsnia es va fer independent (1991). El 18 de novembre de 1991 la Unió Democràtica Croata, majoritària a Hercegovina, va proclamar la República Croata d'Herceg-Bòsnia com entitat separada cultural i política amb autoritat a tot el territori d'Hercegovina. Durant 18 mesos Mostar fou teatre de la guerra. La ciutat va quedar dividida en dues parts: a l'oest els croats i a l'est l'exèrcit de la república de Bòsnia, i el pont Stari Most va quedar destruït. Els serbis (formalment per l'exèrcit federal iugoslau) la van bombardejar el 3 d'abril de 1992 i van establir el control sobre gran part de la ciutat, però el 12 de juny de 1992 el Consell de Defensa Croata va poder rebutjar als serbis que van respondre amb el bombardeig per artilleria; el monestir franciscà, la catedral catòlica, el palau del bisbe amb una biblioteca amb 50.000 llibres, la mesquita Karadžoz-bey i altres 13, i molts altres edificis van ser totalment o parcialment destruïts. A mitjan juny de 1992 el Consell de Defensa Croata va demolir la catedral ortodoxa sèrbia (Saborna Crkva) i el monestir ortodox Žitomislić i més tard la catedral de la Santíssima Trinitat i l'església del Naixement de la Santíssima Mare de Déu. La guerra a Bòsnia va durar de 1992 a 1995. Els acords de Dayton van reconèixer la república croata d'Hercegovina com una de les dues entitats dins de la República de Bòsnia-Hercegovina. En el seu control (i en part en la seva restauració) hi va participar un destacament de l'exèrcit espanyol. Així mateix, l'exalcalde de València Ricard Pérez Casado, fou nomenat administrador de la Unió Europea per a la ciutat entre l'abril i el juliol del 1996, amb l'encàrrec de preparar i supervisar les eleccions municipals.

## Economia

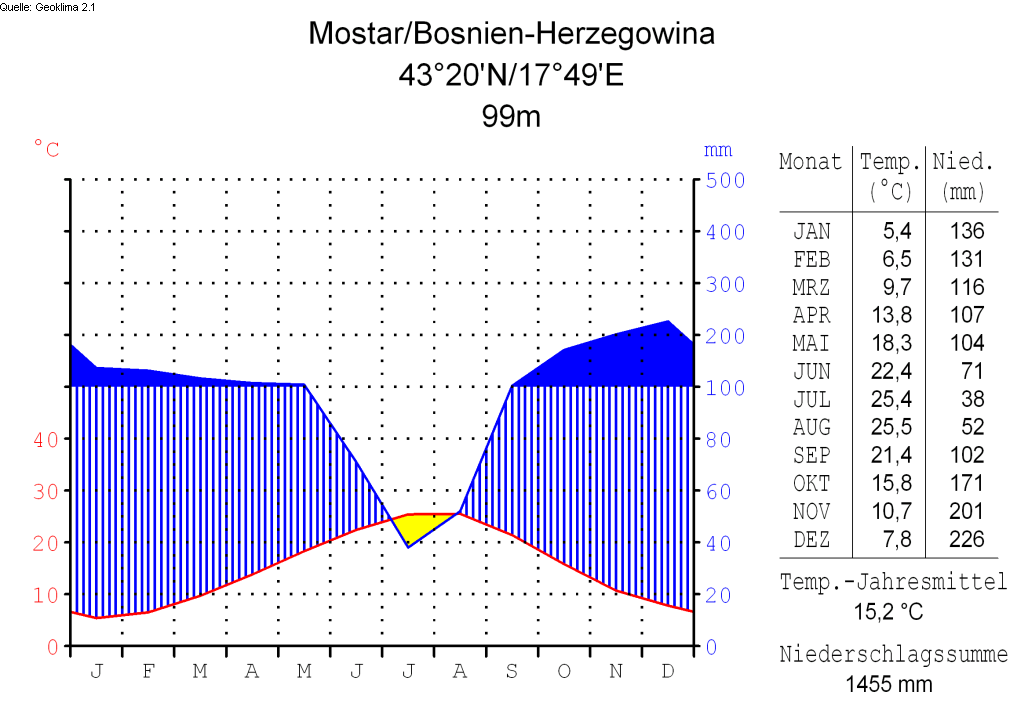
Climograma de Mostar

El desenvolupament econòmic es va iniciar en Mostar amb l'Imperi Austrohongarès, amb la implantació de l'antic ferrocarril de Mostar de via estreta que cobria la línia Sarajevo-Mostar-Ploce. En l'antiga Iugoslàvia, la ciutat va experimentar un cert desenvolupament en instal·lar-se diverses grans empreses, entre elles l'empresa de lliurament de correus Hrvatska pošta Mostar (Correu croat de Mostar), l'empresa de telecomunicacions Hrvatske telekomunikacije Mostar (Telecomunicacions croates de Mostar), gran indústria cellerera amb antiquíssims cellers i la fàbrica d'aluminis Aluminij, que utilitzaven un gran nombre de treballadors. Abans de la guerra també va haver-hi unes altres importants empreses que van ser tancades o danyades: Soko, fàbrica d'avions militars; Fabrika duhana Mostar, indústria del tabac; Hepok, indústria alimentària.
Mostar es va convertir en el centre econòmic de la regió d'Hercegovina. El ferrocarril amb ample de via estàndard discorre per la part oriental de la ciutat i s'està desenvolupant cada vegada més, així com l'ampliació de la part occidental de la ciutat. En aquesta part es van construir nous edificis econòmics i residencials, centres comercials, escoles i hospitals. Un paper important en el desenvolupament de Mostar ho tenia una gran empresa constructora a la zona de Mostar: Vranica i Hercegovina.
L'única empresa de Iugoslàvia que encara opera és la fàbrica d'aluminis Aluminij. L'alumini és ara la companyia més forta i més important de les exportacions bosnianes. L'empresa cada any bat rècords en el nombre d'alumini produït i aliatges d'alumini, i opera i col·labora amb les principals corporacions mundials com Daimler Chrysler i PSA. La companyia es va dur a terme pels croats de Bòsnia i una part important en la qual té Croàcia i Sibenik TLM.
En Mostar es troba la seu de Telecomunicacions croates, l'operador de telefonia fixa i mòbil a Bòsnia i Hercegovina. El desenvolupament del turisme és cada vegada més important, sobretot després de la inclusió de la part antiga de la ciutat en la llista de la UNESCO. També se celebra cada any la Fira Internacional de Mostar, una de les fires de major èxit a Bòsnia i Hercegovina, la primera entrega de la qual es va dur a terme en 1997. La fira es compon de diverses exposicions més petites: Economia Justa, Fira del Vi, Fira del Llibre i jornades gastronòmiques.